# Centro Taiwanés de Aprendizaje del Mandarín
El Centro Taiwanés de Aprendizaje del Mandarín (chino tradicional: 臺灣華語文學習中心; pinyin: Táiwān huáyǔ wén xuéxí zhōngxīn) es un proyecto iniciado y financiado por el gobierno de la República de China (Taiwán) para establecer centros de aprendizaje en países extranjeros con el fin de enseñar a los estudiantes chino mandarín con "características taiwanesas".El proyecto se anunció en junio de 2021 con planes para establecer 20 centros en diversos lugares de Estados Unidos y Europa.

## Centros
El programa se puso en marcha en junio de 2021. A fecha de 2024, se han establecido un total de 84 centros, 66 en Estados Unidos y 18 en Europa (3 en el Reino Unido, 2 en Francia, Alemania e Italia, y 1 en Austria, Bélgica, República Checa, Hungría, Irlanda, Países Bajos, Polonia, España y Suecia).